# Église Saint-Étienne-et-Saint-Clair de Saint-Étienne-de-Chomeil
Pour les articles homonymes, voir Église Saint-Étienne.
L'église Saint-Étienne-et-Saint-Clair est une église romane située à Saint-Étienne-de-Chomeil dans le département français du Cantal, en région Auvergne-Rhône-Alpes.
Elle fait l'objet d'une protection au titre des monuments historiques.

## Localisation
L'église Saint-Étienne-et-Saint-Clair, est située au centre du bourg de Saint-Étienne-de-Chomeil, en bordure de la route départementale 205.

## Historique
En 917, une première église existait dans ce village.
La construction de l'édifice actuel a commencé au XIe siècle. Deux chapelles latérales proches du chœur sont ajoutées au XIVe – XVe siècle. La nef est rendue plus longue et un porche et un portail gothiques sont bâtis au XVe siècle. Deux autres chapelles sont ensuite ajoutées de part et d'autre de la nef, celle du nord au XVIe siècle et celle du sud en 1844. En 1870, une statue de la Vierge est érigée au sommet du clocher-peigne.
Le cimetière paroissial qui jouxtait l'église est transféré à l'extérieur du bourg en 1885, environ 500 mètres à l'est de l'église.
L'édifice est inscrit au titre des monuments historiques depuis le 28 octobre 1993.
L'église est sous le double patronage de saint Étienne, premier martyr de la chrétienté au Ier siècle, et de saint Clair, premier évêque d'Albi au Ve siècle.

## Architecture
Comme pour nombre d'églises catholiques, l'édifice est orienté est-ouest.
L'église est édifiée en pierre de taille de trachyte de belle facture assemblée en très grand appareil.
L'accès à l'église s'effectue par la façade occidentale. Le portail, protégé par un porche, est surmonté d'un clocher-peigne à quatre baies campanaires munies de cloches, au-dessus duquel s'élève une statue de la Vierge.
La nef est flanquée de deux premières chapelles latérales se faisant face puis de deux autres, proches du chœur, formant un faux transept. L'arc triomphal est soutenu par deux colonnes surmontées de chapiteaux sculptés.
Le chœur, voûté en cul-de-four, se termine par un chevet roman, couvert de lauzes de phonolite, et constitué d'une abside hémicirculaire unique couronnée d'une corniche saillante supportée par treize modillons géométriques aux motifs variés.
L'abside est percée de trois baies en plein cintre, la fenêtre axiale étant surmontée de claveaux de pierre brune. Elle est rythmée par deux grandes colonnes engagées surmontées de grands chapiteaux : le chapiteau sud-est représente un « centaure sagittaire bandant son arc et se retournant en arrière », surmonté d'une roue solaire et de deux visages dont l'un exhibe une langue d'une taille démesurée.
La sacristie est attenante au chœur.
La nef et le chœur sont de style roman alors que le porche et les chapelles latérales sont de style gothique, avec des clés de voûte sculptées.

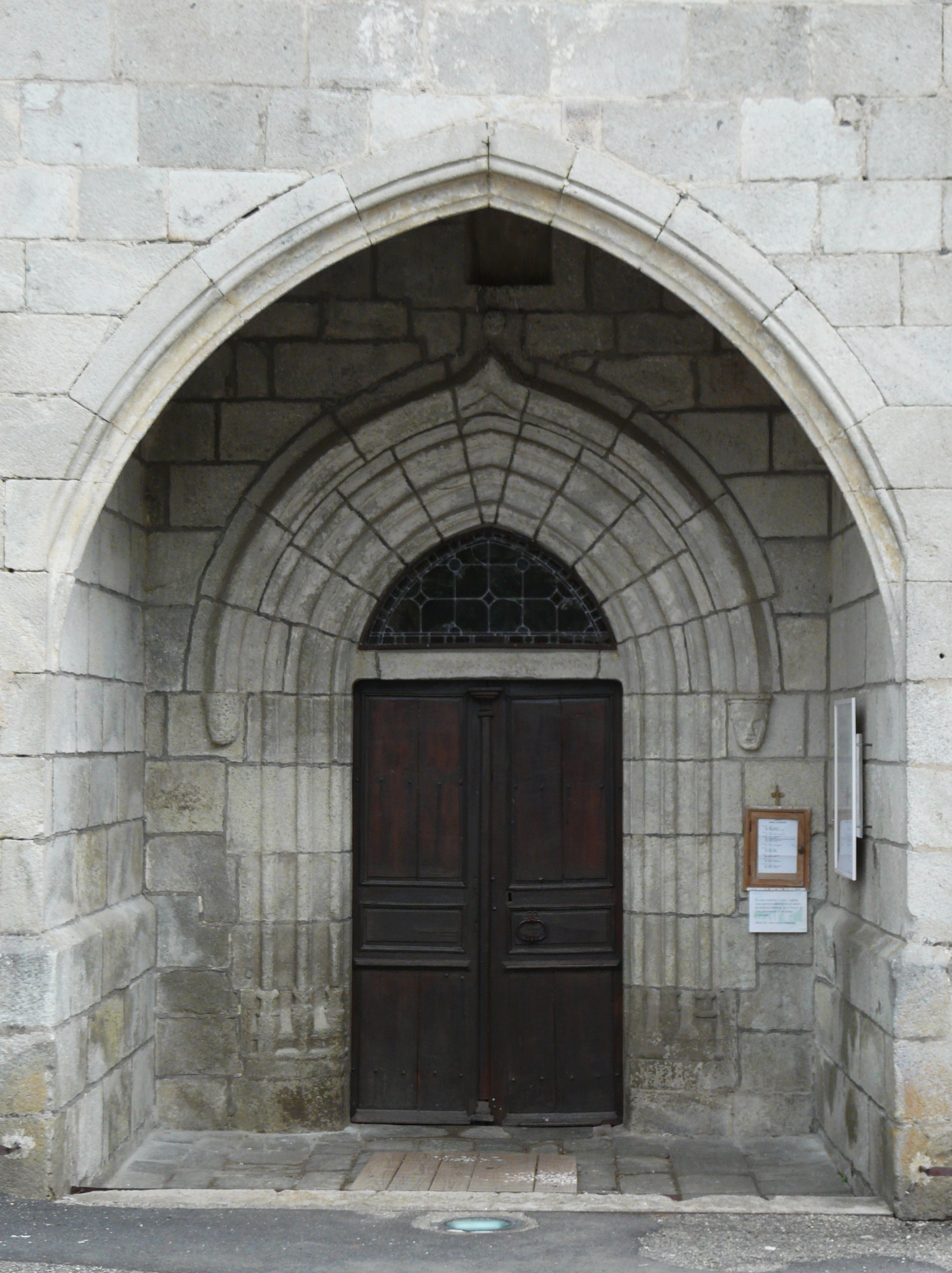
Le porche et le portail.
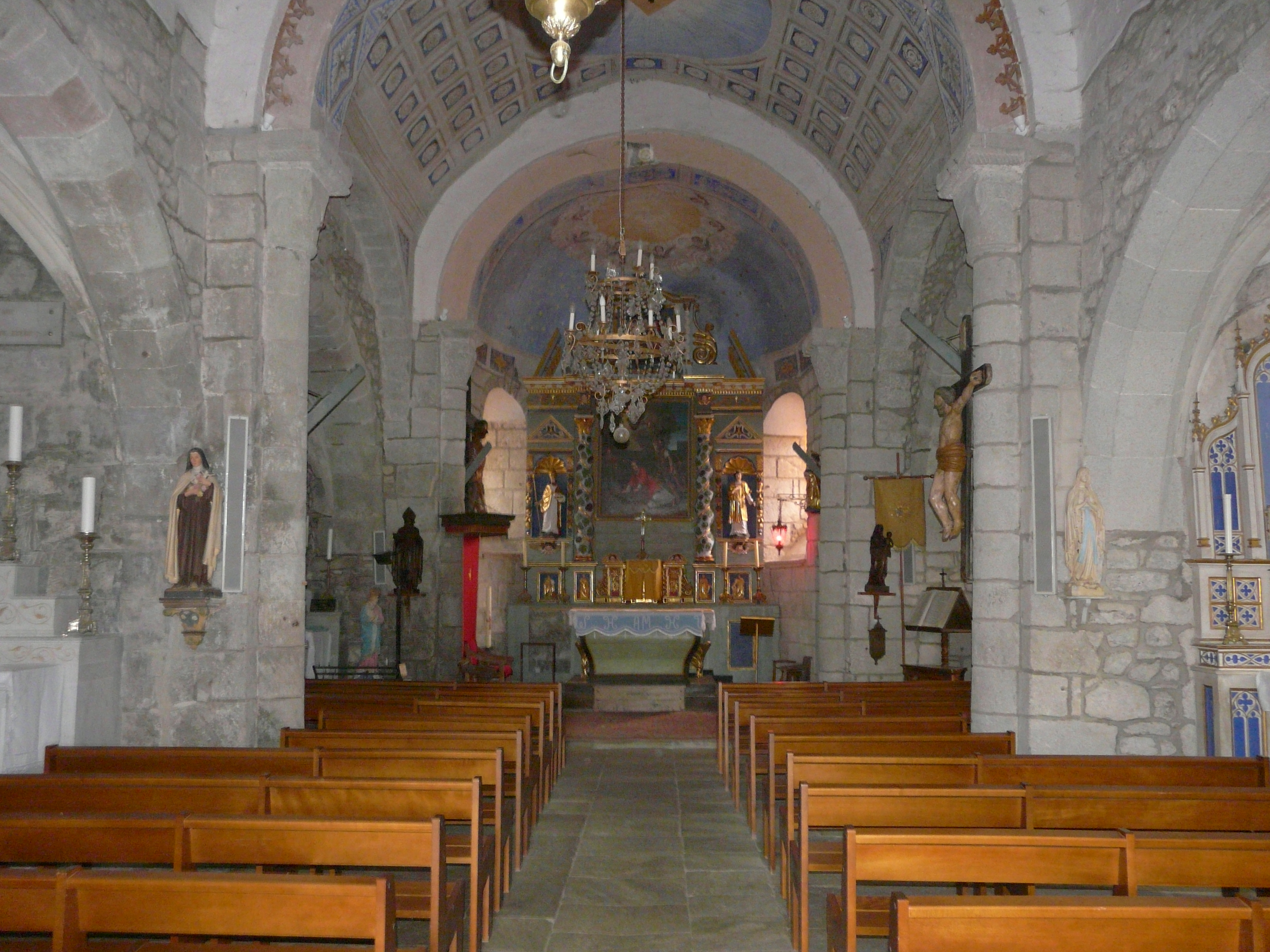
La nef.
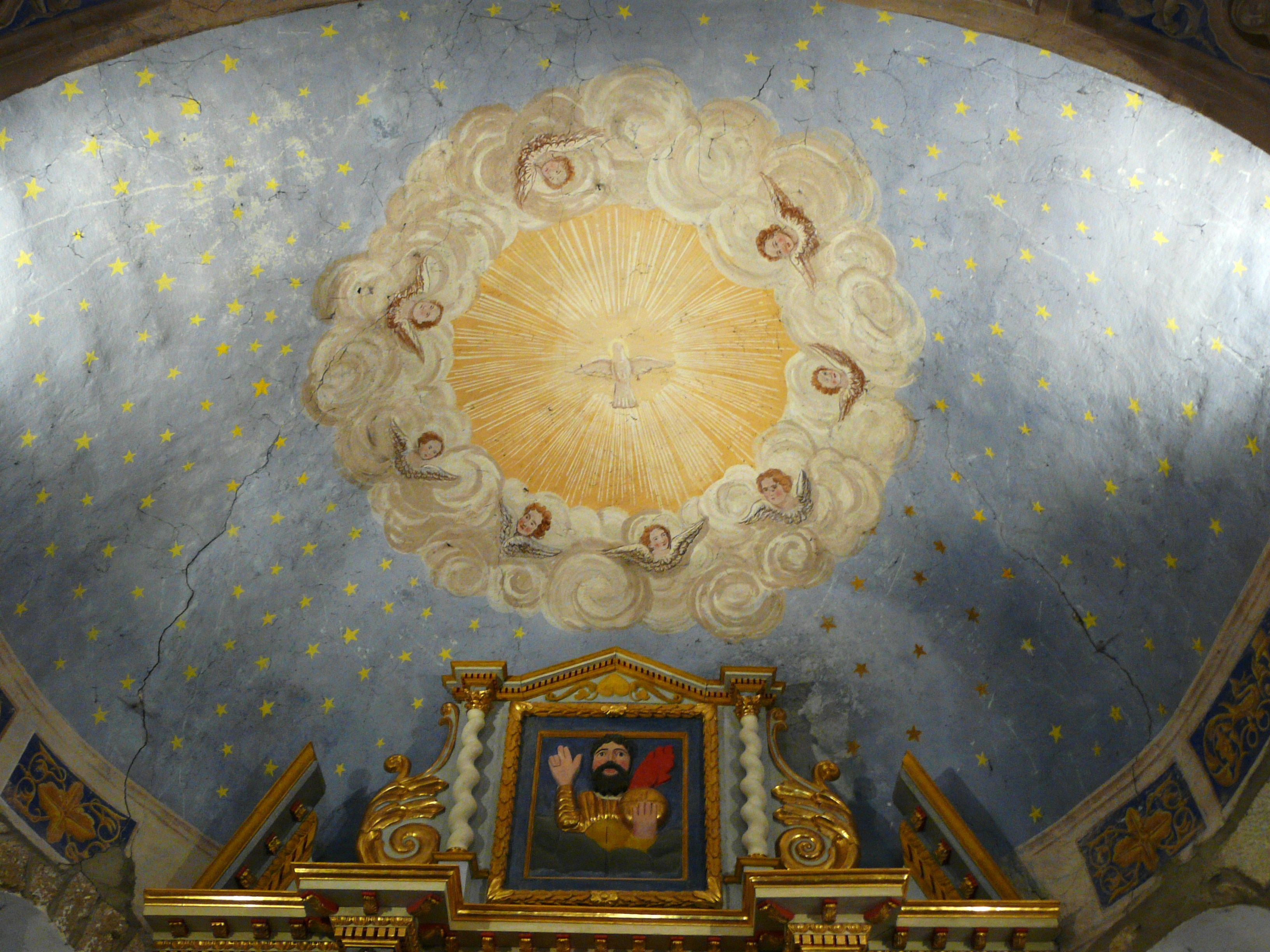
Le plafond du chœur.
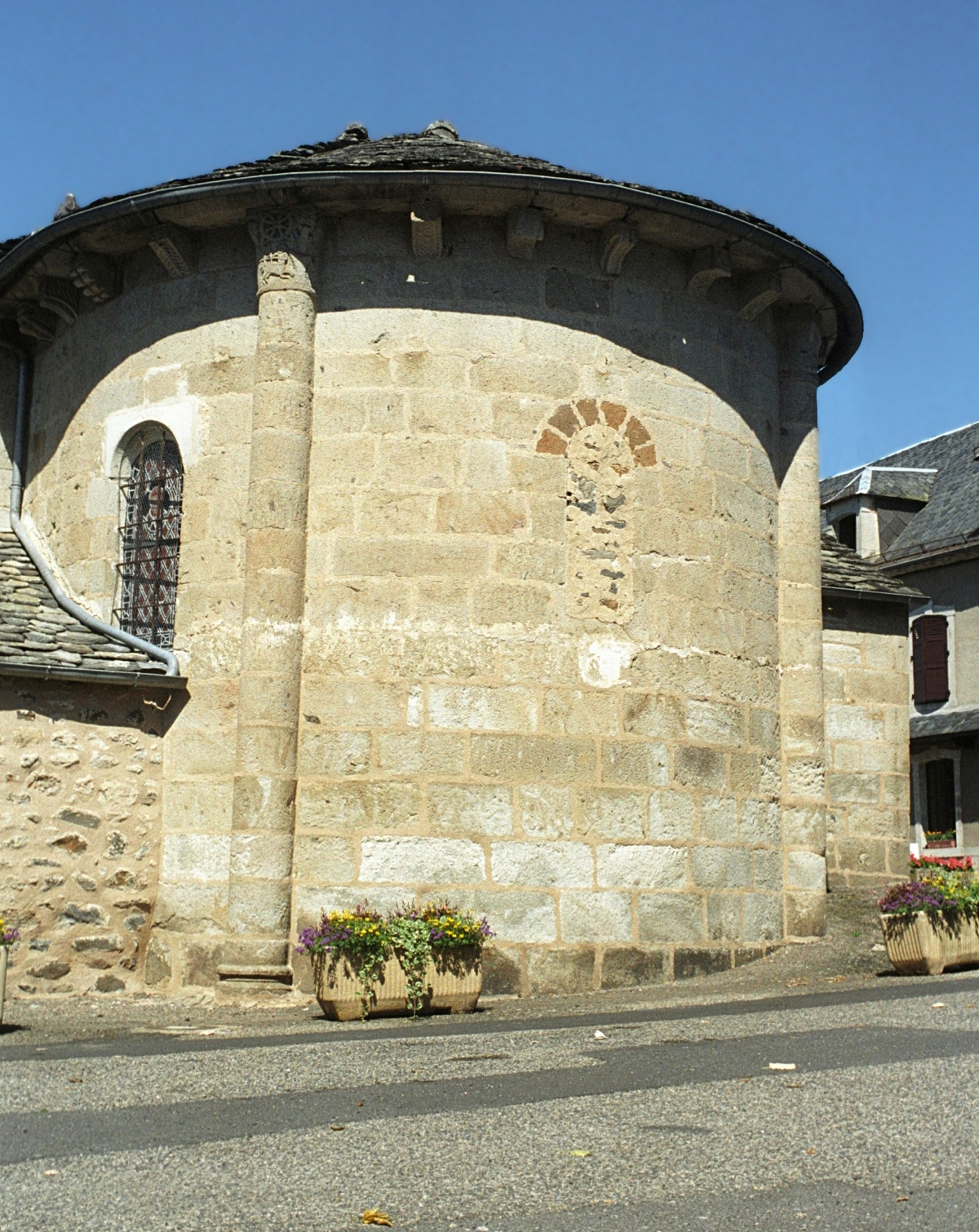
Le chevet.
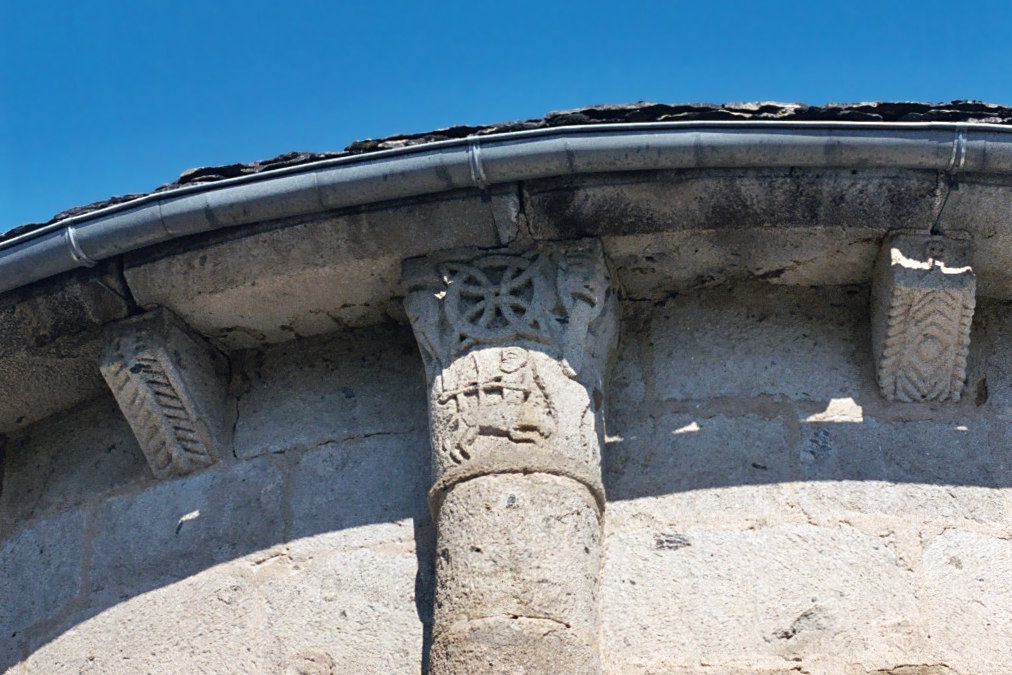
Le chapiteau au Sagittaire.

## Mobilier
Quatre cloches sont installées dans le clocher. Une cloche fêlée datant de 1564 a été remplacée et est exposée dans une des chapelles latérales.
Parmi les objets liturgiques que recèle l'église figure un bénitier de 1751.
Un imposant retable baroque orne le maître-autel. La toile centrale représente le martyre de saint Étienne. Une statue en bois polychrome du saint et une autre de saint Clair rappellent le double patronage du lieu. Le tabernacle est orné de représentations des quatre Évangélistes.

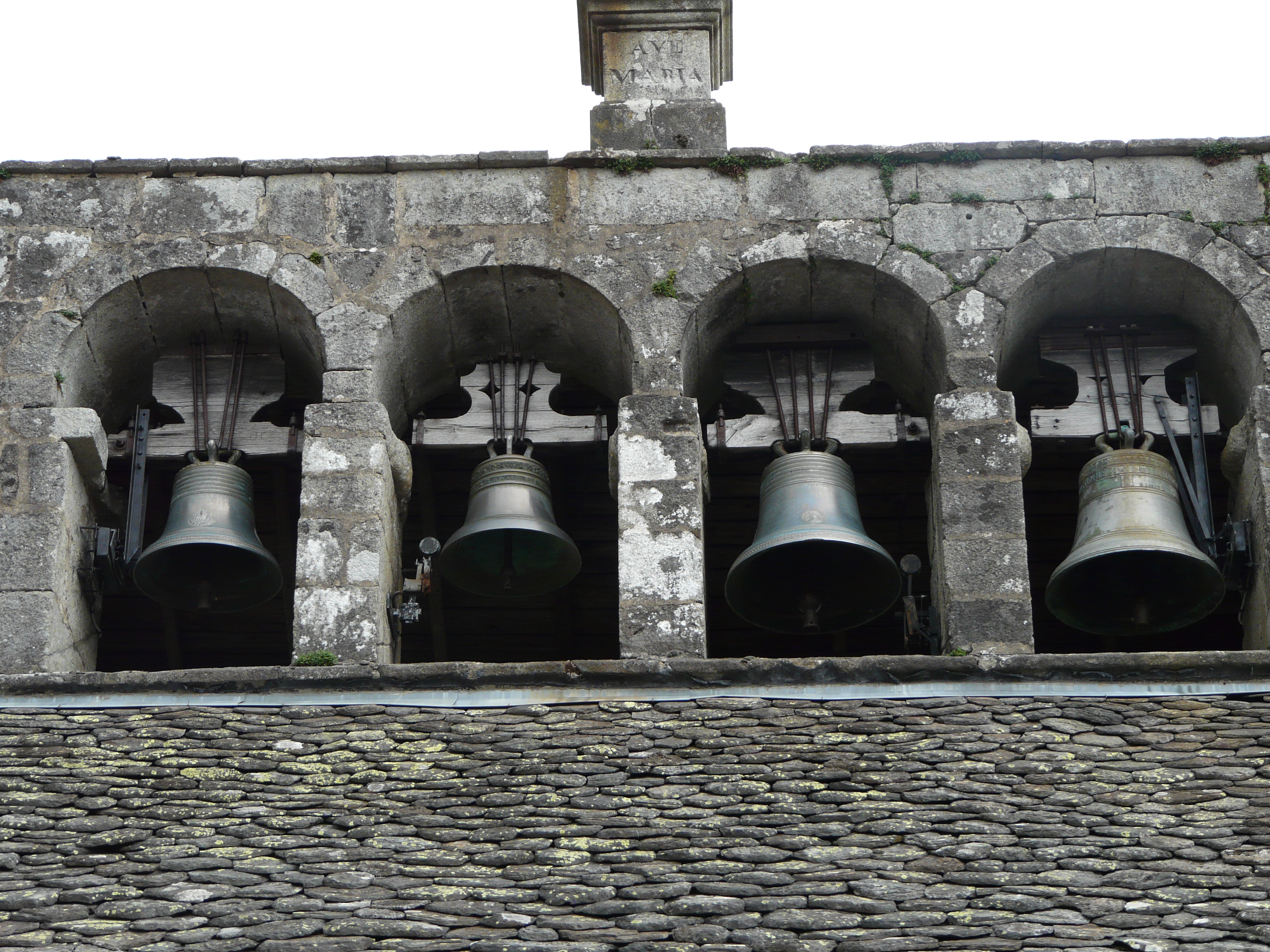
Les cloches du clocher-peigne.
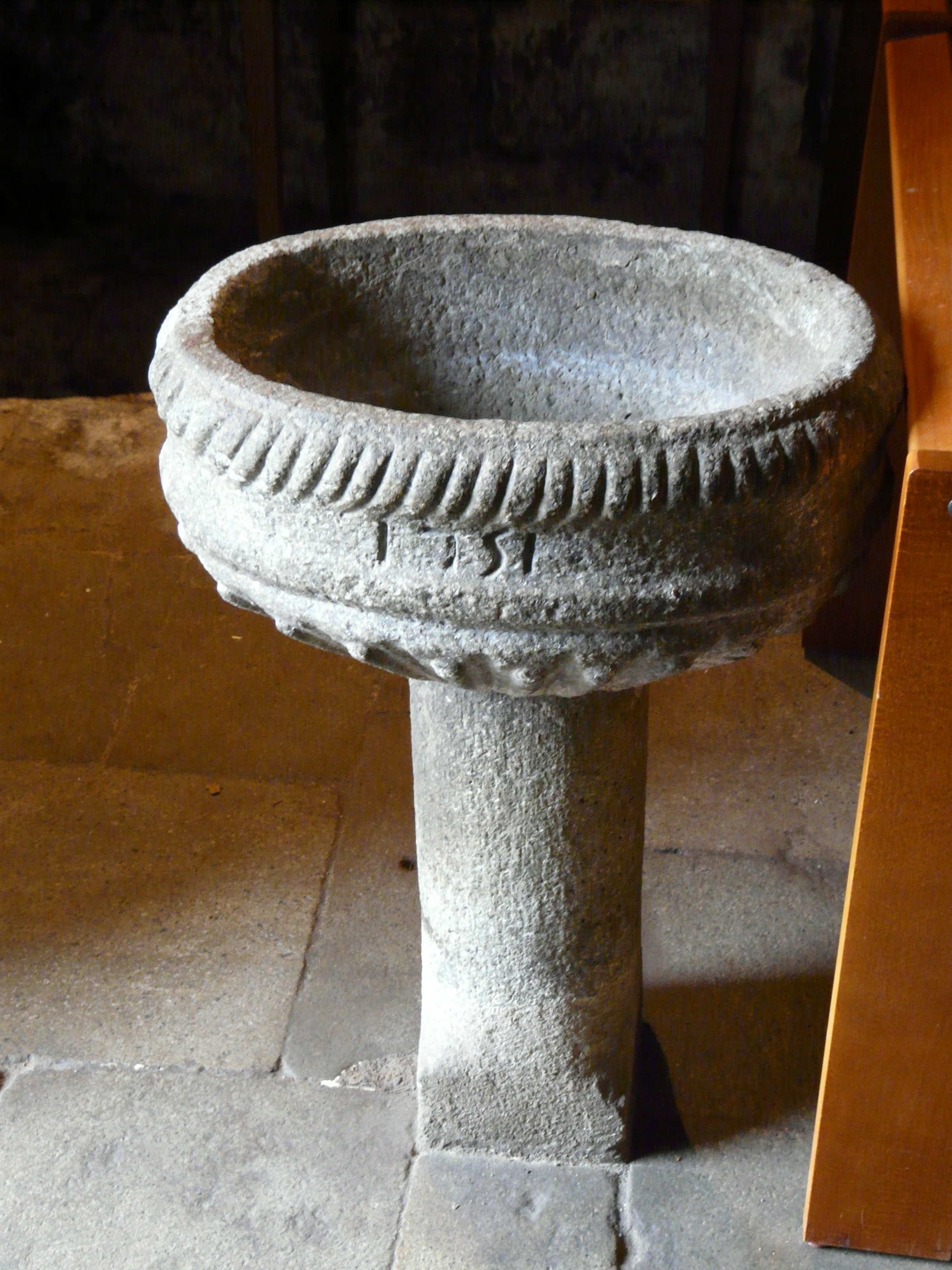
Le bénitier de 1751.
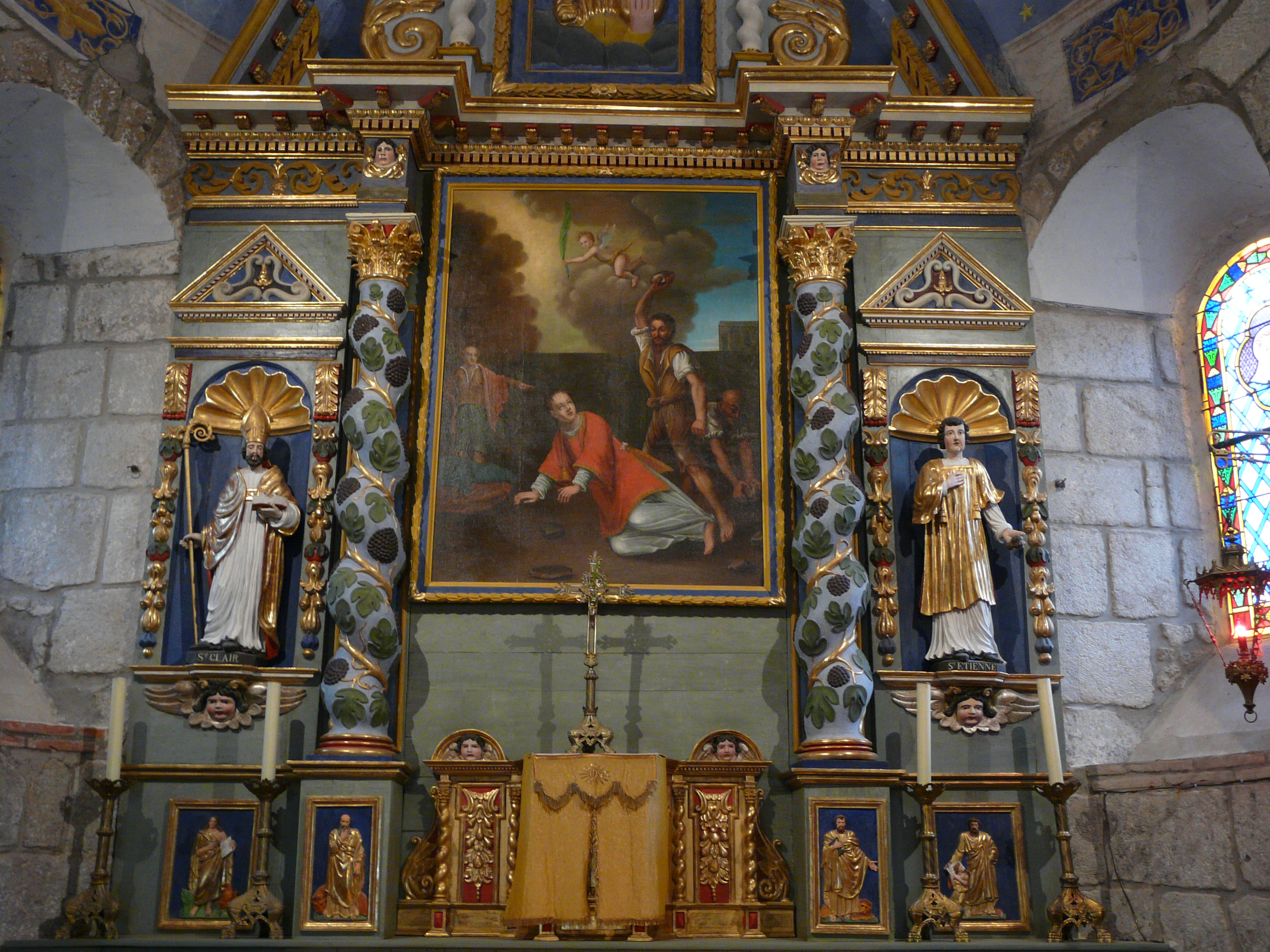
Le retable du chœur.
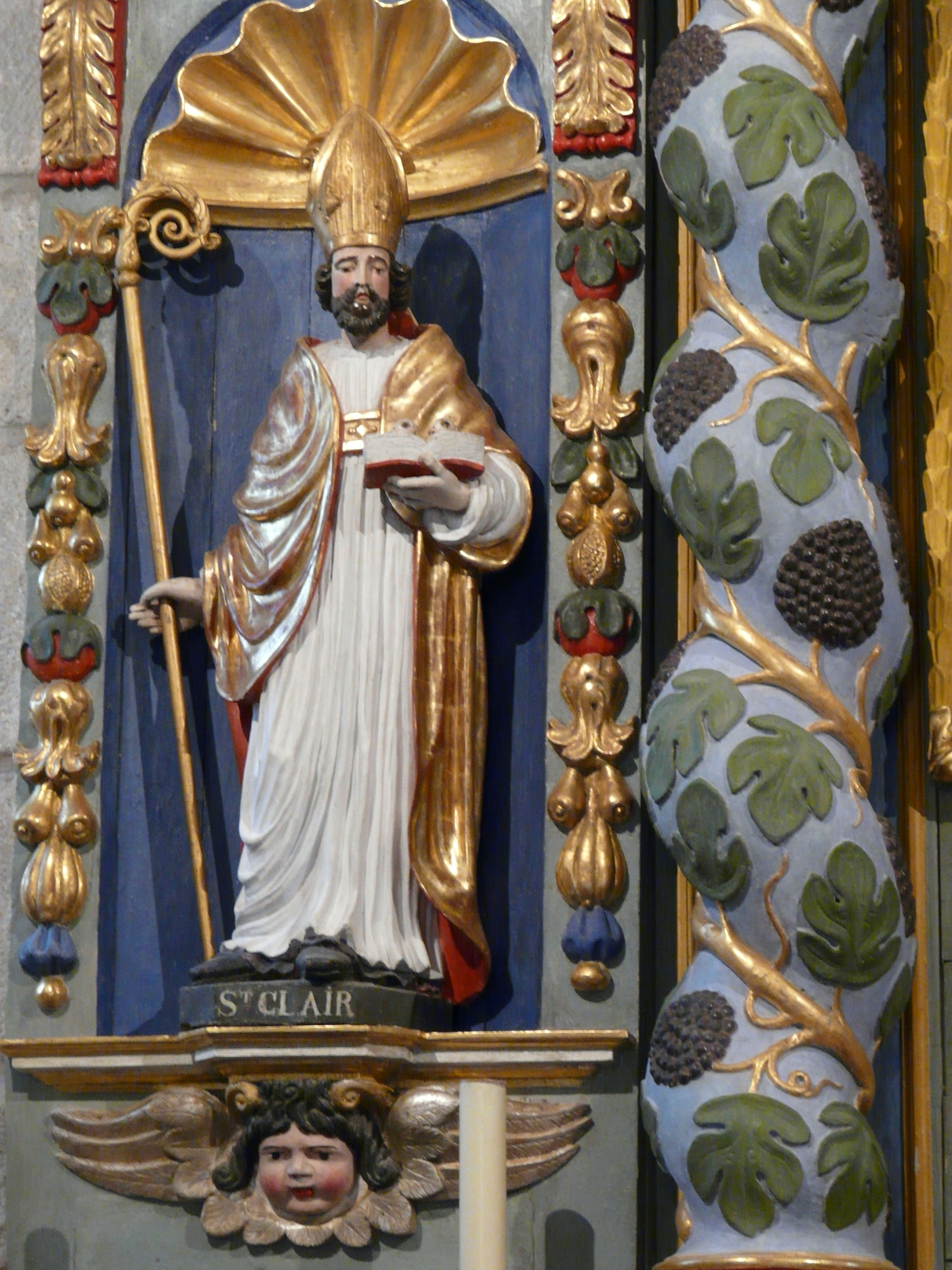
La statue de saint Clair.
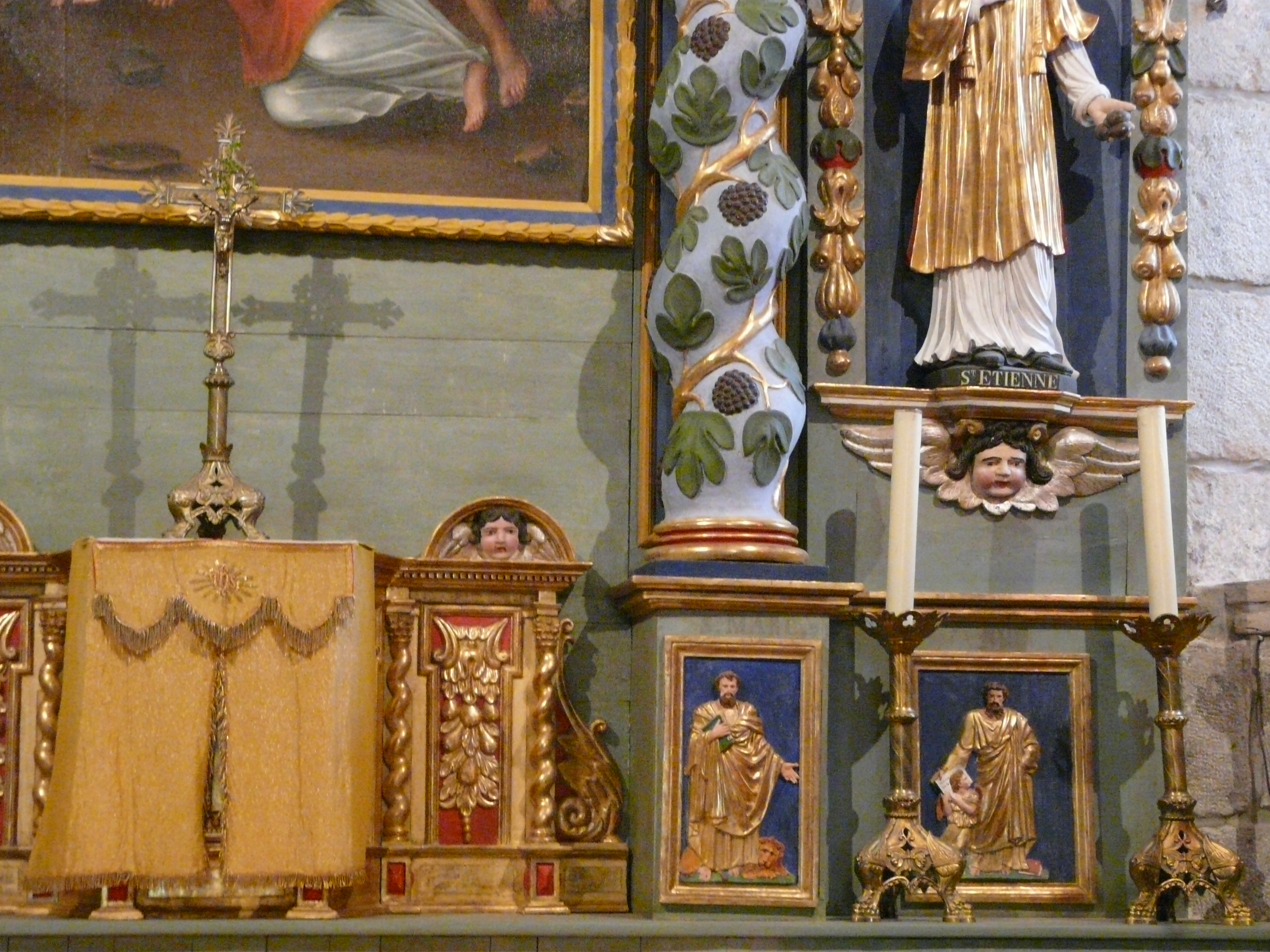
Détail du tabernacle.